# Lopatnița, Prahova
Lopatnița este un sat în comuna Șoimari din județul Prahova, Muntenia, România.
În 1956, așezarea era un cătun declarat sat la 10 ianuarie 1856, format prin separarea părții de nord a satului Șoimari, raion Teleajen, regiunea Ploiești. Avea 995 de locuitori.